# Parkermavella fidelis
Parkermavella fidelis är en mossdjursart som beskrevs av Gordon och Jean-Loup d'Hondt 1997. Parkermavella fidelis ingår i släktet Parkermavella och familjen Bitectiporidae. Inga underarter finns listade i Catalogue of Life.